# Myrmelachista vicina
Myrmelachista vicina är en myrart som beskrevs av Kusnezov 1951. Myrmelachista vicina ingår i släktet Myrmelachista och familjen myror. Inga underarter finns listade i Catalogue of Life.